# Puente Nacional (kommun i Mexiko, Veracruz, lat 19,31, long -96,55)
Puente Nacional är en kommun i Mexiko.   Den ligger i delstaten Veracruz, i den sydöstra delen av landet, 270 km öster om huvudstaden Mexico City.
Följande samhällen finns i Puente Nacional:
- Cabezas
- Chichicaxtle
- Infonavit el Pando I
- Pachuquilla
- Teopanapan
- La Ternera
- San José Chipila
- Paso Mariano
- Mata de Zarza
- Puente Nacional
- El Cuajilote
- Camaroncillo
- Miguel Hidalgo
- Rincón Panal
- Paso de la Venta
- Arroyo Seco
- Colonia Barrios
- San Isidro
- Fraccionamiento Totonacapan del Sur
- El Nuevo Progreso